# Campeonato Europeo de Triatlón de 2017
El XXXIII Campeonato Europeo de Triatlón se celebró en Kitzbühel (Austria) entre el 16 y el 18 de junio de 2017 bajo la organización de la Unión Europea de Triatlón (ETU) y la Federación Austríaca de Triatlón.
Los 1,5 km de natación se realizaron en el lago Schwarzsee, los 40 km de bicicleta y los 10 km de carrera se desarrollaron en un circuito alrededor de la localidad austríaca.

## Resultados
| Evento       | Oro                                                                   | Plata                                                                 | Bronce                                                                                         |
| ------------ | --------------------------------------------------------------------- | --------------------------------------------------------------------- | ---------------------------------------------------------------------------------------------- |
| Masculino    | João Pereira Portugal                                                 | Raphaël Montoya Francia                                               | João Silva Portugal                                                                            |
| Femenino     | Jessica Learmonth Reino Unido                                         | Sophie Coldwell Reino Unido                                           | Alice Betto · Italia                                                                           |
| Relevo mixto | Dinamarca Anne Holm Andreas Schilling Sif Bendix Madsen Emil Deleuran | Francia Cassandre Beaugrand Simon Viain Emilie Morier Raphaël Montoya | Rusia · Anastasiya Gorbunova · Dmitri Polianski · Anastasiya Abrosimova · Vladimir Turbayevski |

### Masculino
| Puesto            | Triatleta         | País       |       |       |       | Final   |
| ----------------- | ----------------- | ---------- | ----- | ----- | ----- | ------- |
| Medalla de oro    | João Pereira      | Portugal   | 18:52 | 53:34 | 31:54 | 1:45:31 |
| Medalla de plata  | Raphaël Montoya   | Francia    | 18:49 | 53:36 | 31:52 | 1:45:32 |
| Medalla de bronce | João Silva        | Portugal   | 18:57 | 53:29 | 31:58 | 1:45:35 |
| 4                 | Vicente Hernández | España     | 18:49 | 53:35 | 32:02 | 1:45:40 |
| 5                 | Uxío Abuín        | España     | 18:44 | 53:42 | 32:12 | 1:45:47 |
| 6                 | Fernando Alarza   | España     | 19:25 | 53:47 | 31:29 | 1:45:51 |
| 7                 | Rostislav Pevtsov | Azerbaiyán | 19:11 | 54:03 | 31:32 | 1:45:54 |
| 8                 | Antonio Serrat    | España     | 19:00 | 53:29 | 32:32 | 1:46:12 |

### Femenino
| Puesto            | Triatleta             | País            |       |         |       | Final   |
| ----------------- | --------------------- | --------------- | ----- | ------- | ----- | ------- |
| Medalla de oro    | Jessica Learmonth     | Reino Unido     | 19:09 | 1:00:01 | 37:14 | 1:57:50 |
| Medalla de plata  | Sophie Coldwell       | Reino Unido     | 19:49 | 59:34   | 37:27 | 1:58:05 |
| Medalla de bronce | Alice Betto           | Italia          | 19:45 | 59:36   | 37:53 | 1:58:31 |
| 4                 | Vendula Frintová      | República Checa | 20:53 | 1:00:44 | 35:51 | 1:58:41 |
| 5                 | Claire Michel         | Bélgica         | 20:56 | 1:00:45 | 35:44 | 1:58:41 |
| 6                 | Jolanda Annen         | Suiza           | 20:18 | 1:01:21 | 35:55 | 1:58:47 |
| 7                 | Sara Vilic            | Austria         | 20:51 | 1:00:46 | 36:08 | 1:59:00 |
| 8                 | Anastasiya Abrosimova | Rusia           | 19:50 | 1:01:51 | 36:29 | 1:59:24 |

### Relevo mixto
| Puesto            | País      | R1    | R2    | R3    | R4    | Final   |
| ----------------- | --------- | ----- | ----- | ----- | ----- | ------- |
| Medalla de oro    | Dinamarca | 19:56 | 17:19 | 19:26 | 18:36 | 1:15:17 |
| Medalla de plata  | Francia   | 19:19 | 17:52 | 20:05 | 18:08 | 1:15:24 |
| Medalla de bronce | Rusia     | 19:48 | 17:33 | 19:52 | 18:19 | 1:15:32 |

## Medallero
| Núm. | País        | Oro | Plata | Bronce | Total |
| ---- | ----------- | --- | ----- | ------ | ----- |
| 1    | Reino Unido | 1   | 1     | 0      | 2     |
| 2    | Portugal    | 1   | 0     | 1      | 2     |
| 3    | Dinamarca   | 1   | 0     | 0      | 1     |
| 4    | Francia     | 0   | 2     | 0      | 2     |
| 5    | Italia      | 0   | 0     | 1      | 1     |
| 5    | Rusia       | 0   | 0     | 1      | 1     |
|      | TOTAL       | 3   | 3     | 3      | 9     |